# Kathleen Ollerenshaw

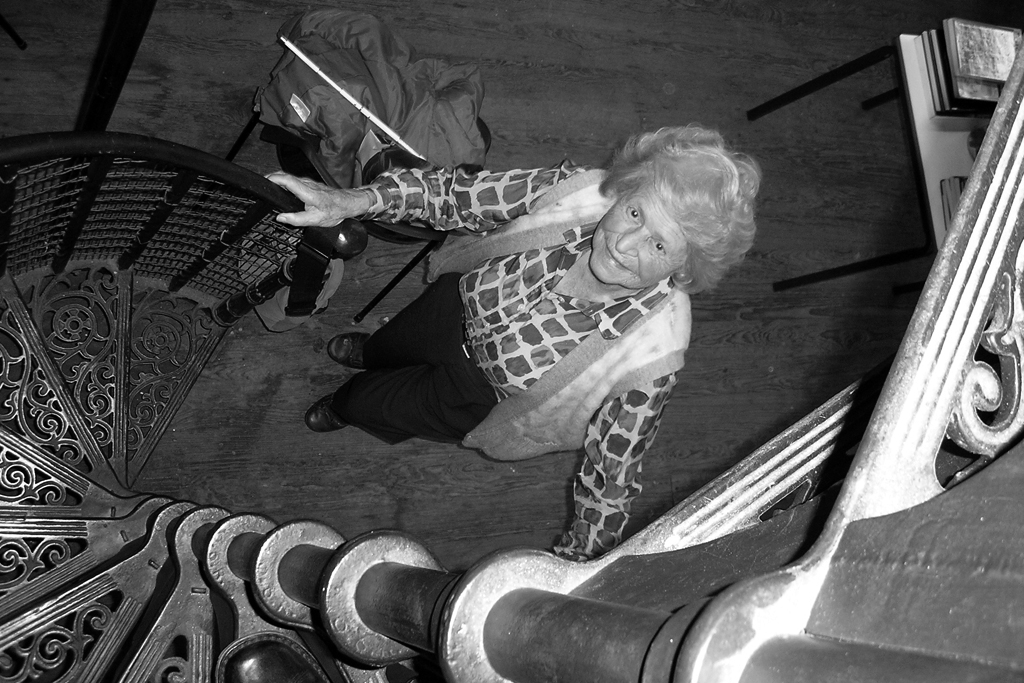
Kathleen Ollerenshaw 2007

Dame Kathleen Timpson Ollerenshaw, DBE, geborene Kathleen Mary Timpson (* 1. Oktober 1912 in Manchester im Vorort Withington; † 10. August 2014 in Didsbury), war eine britische Mathematikerin und Politikerin.

## Leben und Werk
Ollerenshaw, die seit dem Alter von acht Jahren praktisch taub war (ihr erstes Hörgerät erhielt sie erst mit 37 Jahren), interessierte sich bereits früh für Mathematik. Ab 1931 studierte sie am Somerville College der Universität Oxford Mathematik, mit einem Abschluss 1933.
In den 1930er Jahren arbeitete sie, während sie gleichzeitig eine Familie gründete, in Teilzeit beim Shirley Institute, einem Baumwoll-Forschungsinstitut, wo sie unter anderem statistische Verfahren anwandte. In den 1940er Jahren knüpfte sie wieder Kontakte zur Universität und löste ein Problem über Gitter, das ihr Kurt Mahler an der University of Manchester stellte. 1945 wurde sie in Oxford bei Theo Chaundy promoviert (Critical Lattices) aufgrund der von ihr zuvor über Gitter veröffentlichten Arbeiten. An der Universität tat sie sich auch als Hockeyspielerin hervor. Danach unterrichtete sie in Teilzeit an der University of Manchester, wohin sie mit ihrem Mann gezogen war.
Sie engagierte sich in der Lokalpolitik, war 1956 bis 1981 für die Konservative Partei im Stadtrat (als Councillor) von Manchester, und war 1975/76 Bürgermeisterin von Manchester. Sie beriet Margaret Thatcher in den 1980er Jahren in Erziehungsfragen. Sie war eine der Hauptinitiatoren des Northern Royal College of Music (dessen Verwaltungsrat sie von 1968 bis 1985 vorstand) und engagierte sich in der Verbesserung des Mathematikunterrichts in England und der Schulausbildung von Mädchen. 1981 bis 2003 war sie Präsidentin ihrer alten Schule, der St. Leonards School in St Andrews, und war seit 1952 Mitglied des National Council of Woman.
Ollerenshaw ist bekannt für mathematische Arbeiten in der Kombinatorik, über magische Quadrate (wobei sie auch 1982 mit dem Astrophysiker Hermann Bondi zusammenarbeitete, mit dem sie eine alte Vermutung von Bernard Frénicle de Bessy über die Anzahl magischer Quadrate der Ordnung 4 löste), Gitter oder den Würfel von Rubik, für den sie eine der ersten allgemeinen Lösungsmethoden veröffentlichte. Noch im Alter von 86 Jahren veröffentlichte sie ein Buch über vollkommen perfekte magische Quadrate, in dem ein lange offenes Problem gelöst wurde.
1978/79 war sie Präsidentin des Institute of Mathematics and its Applications (IMA), dessen Gründungsmitglied sie 1964 war. Außerdem war sie Amateur-Astronomin, war Vizepräsidentin und Ehrenmitglied der Manchester Astronomical Society. Ihr Teleskop stiftete sie samt einem Observatorium im Lake District (das sie bauen ließ, als sie schon 78 Jahre alt war) der Lancaster University.
Sie war seit 1939 mit ihrem früheren Schulfreund Robert Ollerenshaw verheiratet, einem angesehenen Militärchirurgen (letzter Rang: Oberst) und 1978/79 High Sheriff der Region Manchester. Mit ihm hatte sie zwei Kinder. Ollerenshaw wurde Ehrenbürgerin (Freeman) von Manchester. Für ihr Engagement in Erziehungsfragen wurde sie 1970 als Dame Commander des Order of the British Empire in den britischen Adelsstand erhoben. Peter Maxwell Davies widmete ihr sein Naxos Quartet Nr. 9.
Sie schrieb unter anderem Bücher über Erziehungsfragen, eine Autobiografie und ein Kinderbuch über ihre Erfahrungen als Bürgermeisterin von Manchester.

## Schriften
- Education for Girls, Faber & Faber, London 1961.
- The Girls’ Schools, Faber & Faber, London 1967.
- The Lord Mayor’s Party, E.J. Morton, Manchester 1976 (Kinderbuch mit ihren Illustrationen)
- First Citizen, Hart-Davis & MacGibbon, London, 1977.
- Manchester Memoirs, Manchester Literary and Philosophical Society, 1981–82.
- mit Hermann Bondi: Magic Squares of order four, Scholium International, 1983
- mit David Brée: Most perfect pandiagonal magic squares: their construction and enumeration. The Institute of Mathematics and its Applications, Southend-on-Sea 1998
- To talk of many things, Manchester University Press, 2004 (Autobiographie)